# ARL 44
Il carro pesante ARL 44 (Ateliers de construction de Rueil, char modèle 1944) era un carro armato pesante sviluppato dalla Francia  durante la seconda guerra mondiale. Fu realizzato applicando allo scafo base del Char B1, previe alcune modifiche, una nuova torretta che dava finalmente al potente carro prebellico una nuova, sorprendente validità operativa, anche se il progetto era sostanzialmente obsoleto.

## Progetto
Tecnicamente il veicolo era basato sul carro Char B1 da 31 tonnellate: questo era originariamente armato con un cannone corto da 75 mm SA 35 in casamatta, quasi come un cannone d'assalto, e un 47 mm SA 34 in una torretta, a canna lunga. Gli uomini di equipaggio erano 4, ma non disposti come nei carri armati "convenzionali".
Nessuno dei 2 armamenti era di per sé del tutto soddisfacente, perché il cannone da 75mm era eccessivamente corto, e poteva essere azionato solo dal pilota, con lo spostamento di precisione (possibile grazie alla buona meccanica, un poco come il successivo carro S svedese) dello scafo. Non avveniva, quindi, con una semitorretta come nel caso del carro medio M3 USA.  Il cannone in torretta era una valida arma, ma la torretta di per sé era monoposto, e sebbene ben corazzata, non offriva una buona ergonomia e, in generale, il grosso veicolo francese non possedeva una progettazione felice, in quanto 2 dei 4 membri dell'equipaggio, il pilota e il capocarro, dovevano guidare e azionare l'armamento, mentre gli altri 2 si limitavano alla ricarica e all'azionamento della radio, che se non altro su tali mezzi esisteva. Gli Char B1 vennero nondimeno costruiti in oltre 400 esemplari e nel 1940 erano tra i carri più temibili che si potessero incontrare, potentemente armati, ben corazzati e con una ottima mobilità fuoristrada con i loro cingoli avvolgenti (sebbene assai vulnerabili al tiro).
Tuttavia, nelle varie versioni apparse, dal Char B al Char B1 bis, i miglioramenti, per quanto significativi, non erano riusciti a farne dei mezzi del tutto convincenti, troppo complessi e di ridotta autonomia, oltre che con una disposizione interna discutibile (peraltro ripresa per il carro USA M3 Lee, sebbene con una migliore efficienza, come il 75 mm a canna media e brandeggiabile). Per sviluppare un nuovo carro, i francesi già durante l'occupazione nazista pensarono ad un mezzo con un armamento all'altezza della situazione, che significava un cannone a canna lunga da almeno 75 mm. Il loro carro più moderno, il SOMUA S35, non era abbastanza grande per ospitarlo, sebbene questo carro abbia ispirato l'M4 Sherman.
Allora, fu giocoforza rivolgersi proprio al massiccio Char B1 bis, l'ultima versione disponibile in quantità di tale mezzo, ma non è chiaro se si sia trattato di scafi già disponibili o di mezzi di nuova costruzione. A propendere per la prima soluzione c'è il fatto che lo scafo era quello del B1 bis, non quello del B1 ter, con la sua struttura corazzata ampiamente riprogettata, tanto che le linee arrotondate lo facevano somigliare ad un'enorme Matilda. Ma solo 3 esemplari vennero costruiti.

## Tecnica
Il risultato di tali modifiche al progetto fu che i francesi rimossero dalla piastra anteriore dello scafo del Char B1 il cannone da 75L17,1mm, che, con la sua lunghezza ancora minore di quella dell'arma del Panzer IV originario, aveva ormai davvero poco senso.
Sostituita la torretta monoposto con il cannone da 47 mm, venne installata una grande torretta, dall'aspetto vagamente simile a quello di un T-34/85 o di un M26. Essa aveva verosimilmente l'equipaggio standard, finalmente 3 uomini e, per la massima efficienza del comparto combattimento un'arma totalmente nuova e più potente, nientemeno che un cannone da 90 mm. Esso era probabilmente di fornitura francese Schneider e non americana. Infatti anche i francesi disponevano di armi di tale calibro, per esempio su affusti navali antiaerei.
I cingoli fornivano al mezzo un'elevata mobilità, anche se lo scafo era molto alto (se non altro comodo), e probabilmente si trattava ancora della vecchia corazzatura imbullonata, con piastre spesse 50 mm sui fianchi e 60, inclinati di circa 30, sul davanti. Ignoto il tipo di corazza che si trovava sulla torretta. Probabilmente si trattava di un carro pesante circa 40 tonnellate, il che o lo rendeva ancora più lento di quanto fosse prima, o rese necessario usare un motore più potente di quello originario.

## Servizio
Un piccolo numero di carri di questo tipo raggiunse le unità operative francesi e prestò servizio nel dopoguerra, in attesa che i carri postbellici entrassero in servizio. Si pensava agli AMX-50, ma il progetto venne accantonato quando giunsero, a prezzi molto minori, gli M47 Patton americani.
Rispetto a questi ultimi, gli ARL-44 erano certamente superati, sebbene potessero competere in termini di potenza di fuoco. Essi avrebbero stentato anche a reggere il confronto con gli M26 Pershing. Infatti, se l'armamento era di tutto rispetto, la corazzatura era troppo sottile, la velocità presumibilmente modesta e la sagoma troppo alta. Inoltre ve n'erano pochi disponibili, così senza rimpianti essi vennero accantonati nei depositi.